# Galium platygalium
Galium platygalium är en måreväxtart som först beskrevs av Carl Maximowicz, och fick sitt nu gällande namn av Evgeniia Georgievna Pobedimova. Galium platygalium ingår i släktet måror, och familjen måreväxter. Inga underarter finns listade i Catalogue of Life.